# Бремер, Коре
Ко́ре Бре́мер (швед. Kåre Bremer; род. 17 января 1948) — шведский ботаник, ректор Стокгольмского университета, участник международной группы по систематизации растений APG II.

## Биография
Коре Бремер родился 17 января 1948 года в Лидингё, Швеция. Его жена, Биргитта Бремер, тоже известный шведский ботаник. У них двое детей: сын Оскар (родился в 1981) и дочь Ханна (родилась в 1983).
1 июня 1976 года получил степень доктора ботаники. В 1972—1975 и 1976—1980 годах занимал должности доцента и адъюнкт-профессора на факультете ботаники Стокгольмского университета. В 1980—1989 годах был главным куратором в Шведском музее естественной истории, отдел ботаники семенных растений. В 1989—2004 годах — профессор систематической ботаники Уппсальского университета. С 1 февраля 2004 года — ректор Стокгольмского университета.

## Основные научные достижения
Совместно с Х.-Э. Ваннторпом Коре Бремер положил начало применению кладистики в ботанике основополагающей статьёй «Филогенетическая систематика в ботанике» («Phylogenetic systematics in botany», 1978).
Работал над филогенезом и классификацией различных групп в семействе Астровые: проделал обширную полевую работу в Южной Африке, опубликовал первый кладистический анализ семейства «Tribal interrelationships of the Asteraceae» (1987) и написал обстоятельную книгу об этом семействе. Изучал группу деревьев палеотропических дождевых лесов (Memecylon, Melastomataceae), провёл обширную полевую работу в тропической Азии и сделал вклад в описание семейств флоры Цейлона. Изучал взаимоотношения семейств цветковых растений подкласса Астериды, участвовал в создании новой таксономической системы цветковых растений.
Разработал новый метод определения основания филогенетических деревьев, известный как «Основание Бремера», впервые опубликованный в статье «The limits of amino acid sequence data in angiosperm phylogenetic reconstruction» (1988). Также разработал новые методы анализа исторической биогеографии и датировки филогенетических деревьев, проанализировал возраст и биогеографию цветковых растений, в частности, астерид и однодольных.

## Награды и почётные звания
- 1998 — избран иностранным членом Лондонского Линнеевского общества.
- 1998 — получил Премию Линнея от Лундского королевского физиографического общества.
- Статья «Branch support and tree stability» (1994) названа Институтом научной информации Соединённого королевства наиболее цитируемой среди статей шведских авторов по сельскому хозяйству, биологии и охране окружающей среды 1995—1999 годов.

### Именем Бремера названы
Два вида цветковых растений из семейства Астровые (Asteraceae):
- Athanasia bremeri Källersjö из Южной Африки
- Pseudoblepharispermum bremeri J.-P.Lebrun & Stork из Эфиопии

## Публикации в 1990—2003 годах[3]

### Избранные статьи в международных реферируемых журналах
- Bremer, K. 1994. Branch support and tree stability. Cladistics 10: 295—304.
- Bremer, K., and Gustafsson, M. H. G. 1997. East Gondwana ancestry of the sunflower alliance of families. Proceedings of the National Academy of Sciences (USA) 94: 9188-9190.
- Angiosperm Phylogeny Group: Bremer, K., Chase, M. W., Stevens, P. F. (coordinators), Anderberg, A. A., Backlund, A., Bremer, B., Briggs, B. G., Endress, P., Fay, M. F., Goldblatt, P., Gustafsson, M. H. G., Hoot, S. B., Judd, W. S., Källersjö, M., Kellogg, E. A., Kron, K. A., Les, D. H., Morton, C. M., Nickrent, D. L., Olmstead, R. G., Price, R. A., Quinn, C. J., Rodman, J. E., Rudall, P. J., Savolainen, V., Soltis, D. E., Soltis, P. S., Sytsma, K. J. and Thulin, M. (contributors) 1998. An ordinal classification for the families of flowering plants. Annals of the Missouri Botanical Garden 85: 531—553.
- Bremer, K. 2000. Early Cretaceous lineages of monocot flowering plants. Proceedings of the National Academy of Sciences (USA) 97: 4707-4711.
- Bremer, K. 2002. Gondwanan evolution of the grass alliance of families (Poales). Evolution 56: 1374—1387.

### Статьи и обзоры в реферируемых сборниках
- Bremer, K. 1993. Intercontinental relationships of African and South American Asteraceae — a cladistic biogeographic analysis. In P. Goldblatt (ed.), Biological relationships between Africa and South America, Yale Univ. Press, New Haven, Connecticut, pp. 104–135.
- Albert, V. A., Backlund, A., and Bremer, K. 1994. DNA characters and cladistics: the optimization of functional history. In R. Scotland, D. Siebert, and D. Williams (eds.), Models in Phylogeny Reconstruction, Systematics Association special volume 52: 249—272, Clarendon Press, Oxford.
- Bremer, K. 1996. Major clades and grades of the Asteraceae. In D. J. N. Hind (ed.), Proceedings of the International Compositae Conference, Kew, 1994, Volume 1, Systematics, pp. 1–7, Royal Botanic Gardens, Kew.
- Bremer, K. 2000. Phylogenetic nomenclature and the new ordinal system of the angiosperms. In B. Nordenstam, G. El-Ghazaly, M. Kassas, and T. C. Laurent (eds.), Plant Systematics for the 21st Century, Portland Press, London.

### Книги
- Bremer, K. 1994. Asteraceae — cladistics and classification. Timber Press, Portland, Oregon. — 23 chapters, 752 pp., 89 line drawings, 24 tables; 7 chapters by or in cooperation with A. A. Anderberg, P. O. Karis, B. Nordenstam, J. Lundberg, and O. Ryding.

### Учебные пособия
- Bremer, K., Bremer, B. and Thulin, M. 1995, 1996, 1997, 1998, 1999, 2000. Introduction to phylogeny and systematics of flowering plants. Compendium, Uppsala University. Editions 1-6.
- Bremer, K., Bremer, B. and Thulin, M. 2003. Introduction to phylogeny and systematics of flowering plants. Symbolae Botanicae Upsalienses.

## Международные публикации в 2002—2007 годах[1]
- Bremer, K. 2002. Gondwanan evolution of the grass alliance of families (Poales). Evolution 56: 1374-1387.
- Bremer, B., Bremer, K., Heidari, N., Erixon, P., Anderberg, A. A., Olmstead, R. G., Källersjö, M., and Barkhordarian, E. 2002. Phylogenetics of asterids based on 3 coding and 3 non-coding chloroplast DNA markers and the utility of non-coding DNA at higher taxonomic levels. Molecular phylogenetics and evolution 24: 274-301.
- Britton, T., Oxelman, B., Vinnersten, A., and Bremer, K. 2002. Phylogenetic dating with confidence intervals using mean path-lengths. Molecular phylogenetics and evolution 24: 58-65.
- Angiosperm Phylogeny Group II: Bremer, B., Bremer, K., Chase, M. W., Reveal, J. L., Soltis, D. E., Soltis, P. S., Stevens, P. F. (coordinators in alphabetical order), Anderberg, A. A., Fay, M. F., Goldblatt, P., Judd, W. S., Källersjö, M., Kårehed, J., Lundberg, J., Nickrent, D. L., Olmstead, R. G., Oxelman, B., Rudall, P. J., Savolainen, V., Sytsma, K. J., van der Bank, M., Wurdack, K., Xiang J., Zmarzty, S. (contributors in alphabetical order). 2003. An update of the Angiosperm Phylogeny Group classification for the orders and families of flowering plants: APG II. Botanical Journal of the Linnean Society 141: 399-436.
- Bremer, K., Bremer, B., and Thulin, M. 2003. Introduction to phylogeny and classification of flowering plants. Symbolae Botanicae Upsalienses 33(2): 1-102.
- Lundberg, J., and Bremer, K. 2003. A phylogenetic study of the order Asterales using one large morphological and three molecular data sets. International Journal of Plant Sciences 164: 553-578.
- Bremer, K., Friis, E. M., and Bremer, B. 2004. Molecular phylogenetic dating of asterid flowering plants shows Early Cretaceous diversification. Systematic Biology 53: 496-505.
- Janßen, T., and Bremer, K. 2004. The age of major monocot groups inferred from 800+ /rbc/L sequences. Botanical Journal of the Linnean Society 146: 385-398.
- Sanderson, M. J., Thorne, J., Wikström, N., and Bremer, K. 2004. Molecular evidence on plant divergence times. American Journal of Botany 91: 1656-1665.
- Anderson, C. L., Bremer, K., and Friis, E. M. 2005. Dating phylogenetically basal eudicots using /rbc/L sequences and multiple reference points. American Journal of Botany 92: 1737-1748.
- Bremer, K., and Janßen, T. 2006. Gondwanan origin of major monocot groups inferred from dispersal-vicariance analysis. Aliso 22: 22-27.
- Britton, T., Anderson, C. L., Jacquet, D., Lundqvist, S. and Bremer, K. 2007. Estimating divergence times in large phylogenetic trees. Systematic Biology 56:741-752.